# Bankstown
Bankstown è una località che si trova nel Nuovo Galles del Sud. Essa si estende su di una superficie di 76,8 chilometri quadrati ed ha una popolazione di 182.352 abitanti. Fino al 2016 è stata una città a sé stante, allorquando si è ampliata annettendo la confinante Canterbury.